# Black Mountain Tower
De Black Mountain Tower (ook bekend als de Telstra Tower) is een televisietoren op de top van de Black Mountain in de Australische hoofdstad Canberra. De toren werd in 1980 voltooid en meet in totaal 195,2 meter.
Het is een toeristische attractie en men kan vanaf verschillende etages over de hoofdstad uitkijken.

## Geschiedenis
In 1970 liet het Postmaster-General's Department (PMG) het Department of Housing and Construction een onderzoek doen naar de mogelijkheid van een televisietoren op de Black Mountain met daarnaast ook voorzieningen voor bezoekers. Het moest een straalverbindingsstation op de Red Hill en een al bestaande zendmast op de Black Mountain vervangen. Toen het parlement in 1972 de bouw goedkeurde, was er weerstand vanuit de bevolking van Canberra. Men was namelijk bezorgd over de natuur en het uiterlijk van de stad en protesteerde daarom tegen de bouw van de toren. Het protest had echter geen succes en de bouw ging door. Op 15 mei 1980 werd de toren onder de naam Telecom Tower geopend door toenmalig premier Malcolm Fraser.

## Ligging
De Black Mountain Tower ligt op de top van de 812 m hoge Black Mountain ten westen van de wijk Acton in Canberra en is bereikbaar via de Black Mountain Drive. De weg en de directe omgeving van de toren worden begrensd door het Canberra Nature Park, meer precies het Black Mountain Nature Reserve.